# Krates från Thebe
Krates från Thebe (klassisk grekiska: Κράτης), född cirka 365 f.Kr., död cirka 285 f.Kr., var en antik grekisk filosof. Han var anhängare av den kyniska skolan, och var bland annat lärare åt stoicismens grundare, Zenon från Kition. Han påstås ha ärvt en stor förmögenhet, vilken han skänkt bort för att kunna leva i fattigdom tillsammans med sin hustru, Hipparchia från Maroneia.
Mycket lite finns bevarat av Krates egna skrifter. Han författade en uppsättning brev på filosofiska teman, som enligt Diogenes Laertius var skrivna i ungefär samma stil som Platons. De fragment som finns bevarade tyder på att han använde både humor och moraliska förmaningar för att förmedla en kynisk världsbild till sina följeslagare. Han menade bland annat att man bör leva så enkelt som möjligt och inte fästa sig vid vare sig lyx eller statsmannaskap och offentligt liv.
Krates var också den förste kyniker som använde begreppet tuphos (grekiska: τῦφος), som betyder ungefär rök eller dimma. Denna dimma menades av både Krates och senare kyniker vara det som begränsade människan och fördunklade hennes blick. Filosofins mål var bland annat att skingra tuphos och se världen som den verkligen var.